# سركلة (شبخوسلات)
سرکلة (بالفارسية: سرکله) هي قرية تقع في إيران في قسم شبخوسلات الريفي. يقدر عدد سكانها بـ 220 نسمة بحسب إحصاء 2016.